# Campeonato Gaúcho de Futebol de 2021 - Série A2
O Campeonato Gaúcho de Futebol - Série A2 de 2021 foi a 65ª edição da divisão de acesso do futebol gaúcho. A competição, organizada pela Federação Gaúcha de Futebol, foi disputada por dezesseis equipes de agosto até novembro. A competição garantirá ao campeão e ao vice-campeão o direito de disputar a Divisão Principal do Campeonato Gaúcho em 2022.

## Fórmula de Disputa
- Primeira Fase: As dezesseis equipes foram divididas em dois grupos, de acordo com a localização geográfica. As equipes enfrentam-se em turno e returno dentro do próprio grupo. As quatro primeiras classificam-se para a fase de Quartas de Final, enquanto as duas últimas colocadas (uma de cada grupo) serão rebaixadas para a Segunda Divisão em 2022.
- Quartas de Final: As quatro melhores equipes classificas em cada um dos dois grupos, enfrentam-se em cruzamento olímpico, em jogos de ida e volta com a vantagem de decidir em casa a equipe de melhor campanha, somando-se a este critério, a fase anterior.
- Semifinal: As quatro equipes vencedoras dos confrontos de quartas de final, enfrentam-se novamente em cruzamento olímpico, em jogos de ida e volta com a vantagem de decidir em casa e equipe de melhor campanha, somando-se a este critério, as fases anteriores. As duas equipes vencedoras da fase semifinal, estão automaticamente classificadas para a Primeira Divisão em 2022.
- Final: As duas equipes vencedoras dos confrontos da semifinal, enfrentam-se em jogos de ida e volta com a vantagem de decidir em casa a equipe de melhor campanha, somando-se a este critério, as fases anteriores.[2]

## Primeira Fase

### Grupo A
| Grupo A | Grupo A               | Grupo A | Grupo A | Grupo A | Grupo A | Grupo A | Grupo A | Grupo A | Grupo A | Grupo A | Grupo A |
| Pos     | Times                 | Pts     | J       | V       | E       | D       | GP      | GC      | SG      | %       |         |
| ------- | --------------------- | ------- | ------- | ------- | ------- | ------- | ------- | ------- | ------- | ------- | ------- |
| 1       | União Frederiquense   | 29      | 14      | 8       | 5       | 1       | 21      | 11      | +10     | 69      |         |
| 2       | Veranópolis           | 28      | 14      | 8       | 4       | 2       | 27      | 12      | +15     | 67      |         |
| 3       | Cruzeiro-RS           | 18      | 14      | 5       | 3       | 6       | 17      | 18      | –1      | 43      |         |
| 4       | Brasil de Farroupilha | 16      | 14      | 4       | 4       | 6       | 14      | 14      | 0       | 38      |         |
| 5       | Glória                | 16      | 14      | 4       | 4       | 6       | 13      | 16      | –3      | 38      |         |
| 6       | Tupi                  | 15      | 14      | 4       | 3       | 7       | 9       | 22      | –13     | 36      |         |
| 7       | Passo Fundo           | 15      | 14      | 3       | 6       | 5       | 13      | 16      | –3      | 36      |         |
| 8       | Igrejinha             | 14      | 14      | 3       | 5       | 6       | 12      | 17      | –5      | 33      |         |

|  |                                              |
|  |                                              |
|  | Equipes classificadas à Fase Final           |
|  | Equipes rebaixadas à Segunda Divisão de 2022 |

| Resultados (Resumo)   | Resultados (Resumo) | Resultados (Resumo) | Resultados (Resumo) | Resultados (Resumo) | Resultados (Resumo) | Resultados (Resumo) | Resultados (Resumo) | Resultados (Resumo) | Resultados (Resumo) |
| Clube                 | BRA                 | CRU                 | GLO                 | IGR                 | PFU                 | TUP                 | UFR                 | VEC                 |                     |
| --------------------- | ------------------- | ------------------- | ------------------- | ------------------- | ------------------- | ------------------- | ------------------- | ------------------- | ------------------- |
| Brasil de Farroupilha |                     | 2–2                 | 2–2                 | 0–0                 | 1–0                 | 4–0                 | 0–1                 | 0–1                 |                     |
| Cruzeiro-RS           | 2–1                 |                     | 1–0                 | 2–1                 | 1–1                 | 4–0                 | 0–1                 | 0–1                 |                     |
| Glória                | 0–1                 | 1–0                 |                     | 2–0                 | 3–1                 | 0–1                 | 1–1                 | 3–2                 |                     |
| Igrejinha             | 0–2                 | 1–0                 | 1–1                 |                     | 1–1                 | 3–1                 | 2–3                 | 1–1                 |                     |
| Passo Fundo           | 2–0                 | 3–1                 | 2–0                 | 0–1                 |                     | 0–0                 | 0–0                 | 0–4                 |                     |
| Tupi                  | 1–0                 | 3–0                 | 0–0                 | 1–0                 | 0–0                 |                     | 1–2                 | 1–2                 |                     |
| União Frederiquense   | 1–1                 | 2–2                 | 2–0                 | 2–0                 | 2–1                 | 2–0                 |                     | 1–1                 |                     |
| Veranópolis           | 2–0                 | 1–2                 | 2–0                 | 1–1                 | 2–2                 | 5–0                 | 2–1                 |                     |                     |

|  |                     |  |        |  |                      |
|  | Vitória do Mandante |  | Empate |  | Vitória do Visitante |

### Grupo B
| Grupo B | Grupo B              | Grupo B | Grupo B | Grupo B | Grupo B | Grupo B | Grupo B | Grupo B | Grupo B | Grupo B | Grupo B |
| Pos     | Times                | Pts     | J       | V       | E       | D       | GP      | GC      | SG      | %       |         |
| ------- | -------------------- | ------- | ------- | ------- | ------- | ------- | ------- | ------- | ------- | ------- | ------- |
| 1       | Guarany de Bagé      | 29      | 14      | 8       | 5       | 1       | 20      | 10      | +10     | 69      |         |
| 2       | Lajeadense           | 27      | 14      | 8       | 3       | 3       | 19      | 13      | +6      | 64      |         |
| 3       | Avenida              | 23      | 14      | 6       | 5       | 3       | 13      | 7       | +6      | 55      |         |
| 4       | São Paulo-RS         | 19      | 14      | 5       | 4       | 5       | 16      | 11      | +5      | 45      |         |
| 5       | Inter de Santa Maria | 18      | 14      | 4       | 6       | 4       | 12      | 12      | 0       | 43      |         |
| 6       | Guarani-VA           | 14      | 14      | 4       | 2       | 8       | 11      | 17      | –6      | 33      |         |
| 7       | São Gabriel          | 5A      | 14      | 3       | 2       | 9       | 11      | 24      | –13     | 26      |         |
| 8       | Bagé                 | –1B     | 14      | 2       | 5       | 7       | 9       | 17      | –8      | 26      |         |

|  |                                              |
|  |                                              |
|  | Equipes classificadas à Fase Final           |
|  | Equipes rebaixadas à Segunda Divisão de 2022 |

| Resultados (Resumo)  | Resultados (Resumo) | Resultados (Resumo) | Resultados (Resumo) | Resultados (Resumo) | Resultados (Resumo) | Resultados (Resumo) | Resultados (Resumo) | Resultados (Resumo) | Resultados (Resumo) |
| Clube                | AVE                 | BAG                 | GVA                 | GBA                 | INT                 | LAJ                 | SGA                 | SPO                 |                     |
| -------------------- | ------------------- | ------------------- | ------------------- | ------------------- | ------------------- | ------------------- | ------------------- | ------------------- | ------------------- |
| Avenida              |                     | 2–0                 | 3–1                 | 0–1                 | 1–0                 | 0–1                 | 3–1                 | 0–0                 |                     |
| Bagé                 | 1–1                 |                     | 0–0                 | 1–0                 | 1–2                 | 1–3                 | 1–0                 | 0–1                 |                     |
| Guarani-VA           | 1–0                 | 1–2                 |                     | 0–3                 | 0–1                 | 1–3                 | 3–0                 | 1–0                 |                     |
| Guarany de Bagé      | 1–1                 | 1–0                 | 1–0                 |                     | 1–1                 | 2–1                 | 1–1                 | 2–1                 |                     |
| Inter de Santa Maria | 0–0                 | 1–1                 | 0–0                 | 2–1                 |                     | 2–2                 | 1–0                 | 1–1                 |                     |
| Lajeadense           | 0–0                 | 1–0                 | 1–0                 | 1–3                 | 1–0                 |                     | 1–0                 | 1–1                 |                     |
| São Gabriel          | 0–1                 | 1–1                 | 2–1                 | 1–2                 | 2–1                 | 2–1                 |                     | 1–4                 |                     |
| São Paulo-RS         | 0–1                 | 2–0                 | 1–2                 | 0–0                 | 1–0                 | 1–2                 | 3–0                 |                     |                     |

|  |                     |  |        |  |                      |
|  | Vitória do Mandante |  | Empate |  | Vitória do Visitante |

## Desempenho por rodada
Clubes que lideraram cada grupo ao final de cada rodada:
| Rodadas | Rodadas | Rodadas | Rodadas | Rodadas | Rodadas | Rodadas | Rodadas | Rodadas | Rodadas | Rodadas | Rodadas | Rodadas | Rodadas | Rodadas |
| ------- | ------- | ------- | ------- | ------- | ------- | ------- | ------- | ------- | ------- | ------- | ------- | ------- | ------- | ------- |
|         | 1       | 2       | 3       | 4       | 5       | 6       | 7       | 8       | 9       | 10      | 11      | 12      | 13      | 14      |
| Grupo A | BRA     | VER     | VER     | VER     | VER     | VER     | VER     | VER     | VER     | VER     | UFR     | UFR     | UFR     | UFR     |
| Grupo B | AVE     | LAJ     | LAJ     | LAJ     | AVE     | AVE     | AVE     | AVE     | AVE     | GBA     | GBA     | GBA     | GBA     | GBA     |

Clubes que ficaram na última posição de cada grupo ao final de cada rodada:
| Rodadas | Rodadas | Rodadas | Rodadas | Rodadas | Rodadas | Rodadas | Rodadas | Rodadas | Rodadas | Rodadas | Rodadas | Rodadas | Rodadas | Rodadas |
| ------- | ------- | ------- | ------- | ------- | ------- | ------- | ------- | ------- | ------- | ------- | ------- | ------- | ------- | ------- |
|         | 1       | 2       | 3       | 4       | 5       | 6       | 7       | 8       | 9       | 10      | 11      | 12      | 13      | 14      |
| Grupo A | IGR     | PFU     | PFU     | PFU     | PFU     | PFU     | IGR     | PFU     | PFU     | PFU     | PFU     | PFU     | PFU     | IGR     |
| Grupo B | SPO     | GVA     | BAG     | SGA     | SGA     | SGA     | SGA     | SGA     | SGA     | SGA     | SGA     | SGA     | SGA     | BAG     |

## Fase Final
|  | Quartas de final      | Quartas de final    | Quartas de final    | Quartas de final    |   |                     | Semifinais          | Semifinais          | Semifinais          | Semifinais          |  |                     | Final               | Final               | Final               | Final               |  |  |
|  | 23 a 07 de novembro   | 23 a 07 de novembro | 23 a 07 de novembro | 23 a 07 de novembro |   |                     | 07 a 21 de novembro | 07 a 21 de novembro | 07 a 21 de novembro | 07 a 21 de novembro |  |                     | 24 e 28 de novembro | 24 e 28 de novembro | 24 e 28 de novembro | 24 e 28 de novembro |  |  |
|  |                       |                     |                     |                     |   |                     |                     |                     |                     |                     |  |                     |                     |                     |                     |                     |  |  |
|  | União Frederiquense   | 2                   | 4                   | 6                   |   |                     |                     |                     |                     |                     |  |                     |                     |                     |                     |                     |  |  |
|  | São Paulo-RS          | 0                   | 1                   | 1                   |   |                     |                     |                     |                     |                     |  |                     |                     |                     |                     |                     |  |  |
|  | São Paulo-RS          | 0                   | 1                   | 1                   |   | União Frederiquense | 1                   | 3                   | 4                   |                     |  |                     |                     |                     |                     |                     |  |  |
|  |                       |                     |                     |                     |   | União Frederiquense | 1                   | 3                   | 4                   |                     |  |                     |                     |                     |                     |                     |  |  |
|  |                       | Lajeadense          | 1                   | 1                   | 2 |                     |                     |                     |                     |                     |  |                     |                     |                     |                     |                     |  |  |
|  | Lajeadense            | Lajeadense          | 1                   | 1                   | 2 | 2                   | 4                   | 6                   |                     |                     |  |                     |                     |                     |                     |                     |  |  |
|  | Lajeadense            |                     |                     |                     |   | 2                   | 4                   | 6                   |                     |                     |  |                     |                     |                     |                     |                     |  |  |
|  | Cruzeiro-RS           | 0                   | 0                   | 0                   |   |                     |                     |                     |                     |                     |  |                     |                     |                     |                     |                     |  |  |
|  | Cruzeiro-RS           | 0                   | 0                   | 0                   |   |                     |                     |                     |                     |                     |  | União Frederiquense | 0                   | 5                   | 5                   |                     |  |  |
|  |                       |                     |                     |                     |   |                     |                     |                     |                     |                     |  | União Frederiquense | 0                   | 5                   | 5                   |                     |  |  |
|  |                       | Guarany de Bagé     | 0                   | 0                   | 0 |                     |                     |                     |                     |                     |  |                     |                     |                     |                     |                     |  |  |
|  | Guarany de Bagé       | Guarany de Bagé     | 0                   | 0                   | 0 | 0                   | 2                   | 2                   |                     |                     |  |                     |                     |                     |                     |                     |  |  |
|  | Guarany de Bagé       |                     |                     |                     |   | 0                   | 2                   | 2                   |                     |                     |  |                     |                     |                     |                     |                     |  |  |
|  | Brasil de Farroupilha | 1                   | 0                   | 1                   |   |                     |                     |                     |                     |                     |  |                     |                     |                     |                     |                     |  |  |
|  | Brasil de Farroupilha | 1                   | 0                   | 1                   |   | Guarany de Bagé     | 1                   | 2                   | 3                   |                     |  |                     |                     |                     |                     |                     |  |  |
|  |                       |                     |                     |                     |   | Guarany de Bagé     | 1                   | 2                   | 3                   |                     |  |                     |                     |                     |                     |                     |  |  |
|  |                       | Avenida             | 1                   | 1                   | 2 |                     |                     |                     |                     |                     |  |                     |                     |                     |                     |                     |  |  |
|  | Veranópolis           | Avenida             | 1                   | 1                   | 2 | 0                   | 0                   | 0                   |                     |                     |  |                     |                     |                     |                     |                     |  |  |
|  | Veranópolis           |                     |                     |                     |   | 0                   | 0                   | 0                   |                     |                     |  |                     |                     |                     |                     |                     |  |  |
|  | Avenida               | 0                   | 1                   | 1                   |   |                     |                     |                     |                     |                     |  |                     |                     |                     |                     |                     |  |  |

## Premiação
| Campeonato Gaúcho Divisão de Acesso de 2021 |
| ------------------------------------------- |
| União Frederiquense Campeão (1.º título)    |